# サンペドロ・デ・マコリス
サンペドロ・デ・マコリス（San Pedro de Macorís）は、ドミニカ共和国の都市。人口は約21.7万人（2002年）。サン・ペドロ・デ・マコリス州の州都。

## 概要

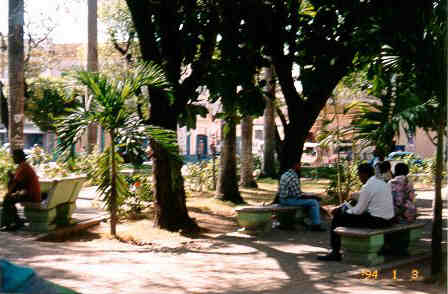
サンペドロ・デ・マコリスの公園

リーガ・デ・ベイスボル・プロフェシオナル・デ・ラ・レプブリカ・ドミニカーナに所属するエストレージャス・オリエンタレスの本拠地。また、郊外にカープアカデミーが置かれるなど、野球が盛んな街である。また、出身著名人に野球選手が多い。

## 歴史
19世紀の後半に、母国での独立戦争を逃れて来たキューバ人によって創設された。
彼らがサトウキビの栽培方法を伝えたことが、砂糖産業がこの地域の経済活動において、最も重要になることに寄与した。
その後の4半世紀の間、第一次世界大戦の影響で、国際的な市場で砂糖製品の価格が上昇し、この街は最盛期を迎えた。
多数のヨーロッパ人が移住し、国際的な街となった。

## 対外関係

### 姉妹都市・提携都市
- フランクフォート（アメリカ合衆国 ケンタッキー州）

## 経済

### 第一次産業

#### 農業
- サトウキビ
- 製糖

## 文化・名物

### スポーツ

#### 野球
- エストレージャス・オリエンタレス（LIDOM）- 本拠地：エスタディオ・テテーロ・バルガス

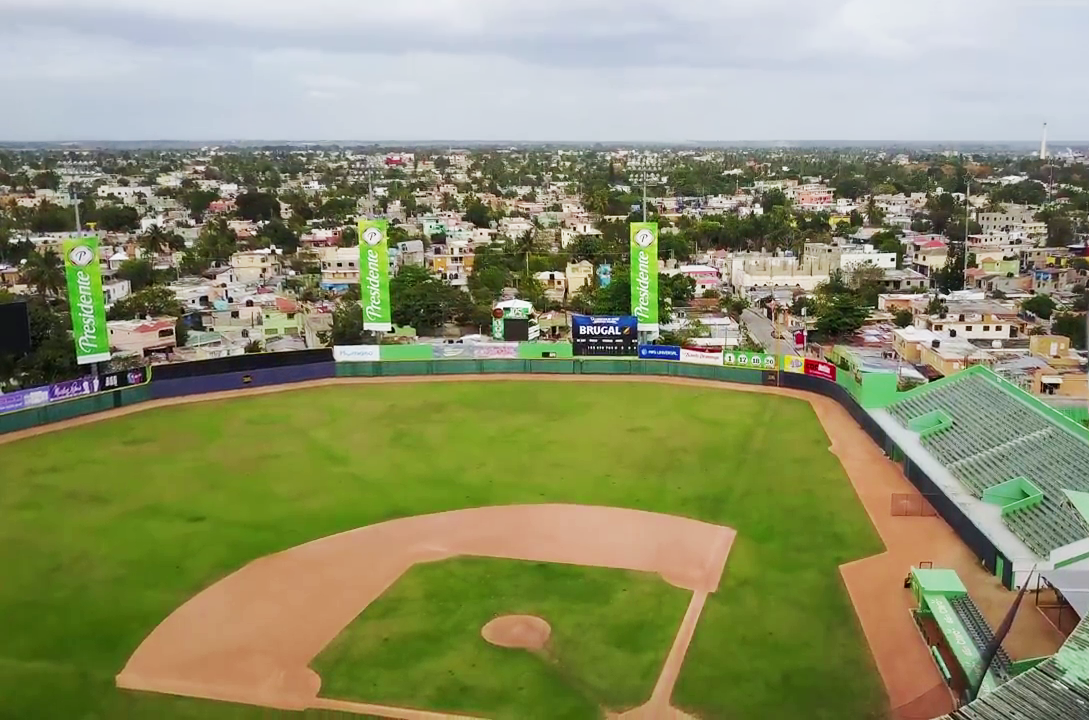
テテーロ・バルガス球場

## 出身関連著名人

### 野球選手
- フェルナンド・タティス・ジュニア (サンディエゴ・パドレス)
- ラファエル・バティスタ (元ロッテオリオンズ)
- ロビンソン・カノ (ニューヨーク・メッツ)
- ヘクター・カラスコ (元ロサンゼルス・エンゼルス他)
- ペドロ・シリアコ (ラグナ・ユニオン・カウボーイズ)
- アウディ・シリアコ (元横浜DeNAベイスターズ)
- ジョニー・クエト (サンフランシスコ・ジャイアンツ)
- ヘスス・コロメ (元ワシントン・ナショナルズ)
- マリアーノ・ダンカン (元読売ジャイアンツ)
- トニー・フェルナンデス (元西武ライオンズ)
- バルビーノ・ガルベス (元読売ジャイアンツ)
- エリアン・エレラ (元横浜DeNAベイスターズ)
- ワーナー・マドリガル (元中日ドラゴンズ)
- フアン・モリーヨ (元東北楽天ゴールデンイーグルス)
- ギレルモ・モタ (元ロサンゼルス・ドジャース他)
- ヤマイコ・ナバーロ (元千葉ロッテマリーンズ)
- アルフォンソ・ソリアーノ (元ニューヨーク・ヤンキース他)
- ウィルフィン・オビスポ (元北海道日本ハムファイターズ)
- アレクシ・オガンド (ハンファ・イーグルス)
- ルディ・ペンバートン (元西武ライオンズ)
- エド・ロジャース (元ボルチモア・オリオールズ)
- ミゲル・サノ (ミネソタ・ツインズ)
- サミー・ソーサ(元シカゴ・カブス他)
- フィリップス・バルデス (ボストン・レッドソックス)

### その他の著名人
- ルイス・アルベルト・フローレス - プロバスケットボール選手、ドミニカ代表